# Yaaxkumukia conabioi
Yaaxkumukia conabioi är en skalbaggsart som beskrevs av Mico, Gomez och Eduardo Galante 2006. Yaaxkumukia conabioi ingår i släktet Yaaxkumukia och familjen Rutelidae. Inga underarter finns listade i Catalogue of Life.